# Karen Hammond
Karen Hammond, född 1731, död 1807, var en norsk köpman.
Hon var dotter till skipsfører och köpman Alexander Hammond (1700–1749) och Birgitte Margrete Mosling (1710–1788). Hon gifte sig 1751 med Andreas Christian Friedlieb (1723–1772), handelsma och rådman i Trondheim; 1777 med rådman Hans Henrik Carisius (1720–1779), och 1783 med kavalerimajor Christian Fredrik Meyer (1738–1797), och 1797 med major Christopher Pavels (1737–1811).
Under sin tid som änka 1772-1777 byggde hon upp en stor förmögenhet som köpman i Trondheim och var även delägare i Selbu kobberverk. Hennes enda son avled före henne och hennes arvtagare blev hennes fjärde make.